# Gare de Aïn Tahmimine
La gare de Aïn Tahmimine est une gare ferroviaire algérienne située sur le territoire de la commune de Medjez Sfa, dans la wilaya de Guelma.

## Situation ferroviaire
La gare est située dans la localité de Aïn Tahmimine, dans le sud de la commune de Medjez Sfa, sur la ligne d'Annaba à Djebel Onk. Elle est précédée de la gare de Medjez Sfa et suivie de celle de Aïn Affra.

## Service des voyageurs

### Desserte
La gare de Aïn Tahmimine est desservie par les trains régionaux de la liaison Annaba - Tébessa.